# Square de la Place-de-la-Bataille-de-Stalingrad
Le square de la Place-de-la-Bataille-de-Stalingrad est un square du 19e arrondissement de Paris.

## Situation et accès
Il est desservi par les lignes de métro 2, 5 et 7 bis à la station Jaurès et par les lignes 2, 5 et 7 à la station Stalingrad.

## Origine du nom
Il doit son nom à la proximité de la place de la Bataille-de-Stalingrad